# Brema (Personifikation)

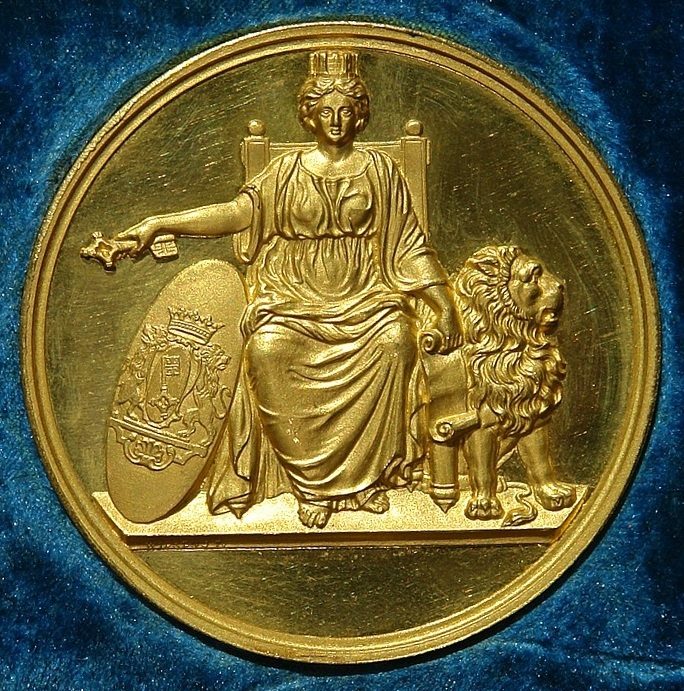
Brema auf der Bremischen Ehrenmedaille (1846)

Brema, die neulateinische Namensform von Bremen, ist der Name einer weiblichen Gestalt, die die Stadt personifiziert. In geringerem Maß als Hammonia Hamburg repräsentiert Brema als Nationalallegorie in Wort und Bild die Freie Hansestadt Bremen.

## Vorkommen
Darstellungen der Brema stammen im Wesentlichen aus dem 19. Jahrhundert. 
Auf der Bremischen Ehrenmedaille in Gold von 1846 ist sie als Relief im klassizistischen Stil wie eine thronende Göttin nach Art der Rhea abgebildet. Sie trägt die stadtrepublikanische Mauerkrone und hält den Bremer Schlüssel mit gebietender Geste in der ausgestreckten rechten Hand, in der linken ein entrolltes Schriftstück als Symbol der Gesetzesordnung. Flankiert wird sie von einem ovalen Schild mit dem Bremer Wappen und einem wachsam zur Seite blickenden Löwen.
In ähnlicher Haltung und mit denselben Attributen bekrönte sie vollplastisch den Zentralgiebel des 1830 erbauten Bremer Arbeitshauses. Nach dessen Zerstörung 1944 wurde die Skulptur, teilrestauriert, im Seefahrtshof in Bremen-Grohn aufgestellt.
In der Hymne Der Bremer Schlüssel von Hermann Frese (1843–1909) wird Brema zweimal erwähnt.